# Comuna Chiojdeanca, Prahova
Chiojdeanca este o comună în județul Prahova, Muntenia, România, formată din satele Chiojdeanca (reședința), Nucet și Trenu.

## Așezare
Comuna Chiojdeanca este situată în nord-estul județului, la limita cu județul Buzău, în Subcarpații de Curbură, pe ambele maluri ale râului Chiojdeanca, ce se varsă în râul Cricovul Sărat, învecinându-se la nord cu comuna Calvini (județul Buzău), la est cu comuna Salcia, la sud-est cu comuna Sângeru, la vest cu comunele Șoimari și Podenii Noi, iar la sud cu comuna Apostolache, Prahova. Comuna este deservită de șoseaua județeană DJ234, care o leagă spre sud de Apostolache și mai departe de restul rețelei de drumuri județene prahovene.

## Demografie
Componența etnică a comunei Chiojdeanca
     Români (97,75%)
     Alte etnii (0%)
     Necunoscută (2,25%)
Componența confesională a comunei Chiojdeanca
     Ortodocși (96,69%)
     Alte religii (0,53%)
     Necunoscută (2,78%)
Conform recensământului efectuat în 2021, populația comunei Chiojdeanca se ridică la 1.510 locuitori, în scădere față de recensământul anterior din 2011, când fuseseră înregistrați 1.728 de locuitori. Majoritatea locuitorilor sunt români (97,75%), iar pentru 2,25% nu se cunoaște apartenența etnică. Din punct de vedere confesional, majoritatea locuitorilor sunt ortodocși (96,69%), iar pentru 2,78% nu se cunoaște apartenența confesională.

## Politică și administrație
Comuna Chiojdeanca este administrată de un primar și un consiliu local compus din 9 consilieri. Primarul, Ion-Vasile Cristea[*], de la Partidul Național Liberal, este în funcție din 1 noiembrie 2024. Începând cu alegerile locale din 2024, consiliul local are următoarea componență pe partide politice:
|  | Partid                          | Consilieri | Componența Consiliului | Componența Consiliului | Componența Consiliului | Componența Consiliului |
|  | ------------------------------- | ---------- | ---------------------- | ---------------------- | ---------------------- | ---------------------- |
|  | Partidul Social Democrat        | 4          |                        |                        |                        |                        |
|  | Partidul Național Liberal       | 4          |                        |                        |                        |                        |
|  | Alianța pentru Unirea Românilor | 1          |                        |                        |                        |                        |

## Etimologie
Denumirea comunei are ca etimon cuvântul maghiar köves, kövesd, care se traduce prin de piatră, pietros. Toponimii similare există în Transilvania (Coveș, Cuieșd), Moldova (Cuejdiu, Chiojdeni) și în Ungaria (pentru amănunte: hu:Kövesd).
Legenda istorisește despre o familie de moșneni care s-ar fi statornicit în localitatea Bătrâni (azi comună de sine stătătoare) care avea doi flăcăi și o fată. Când le-a venit sorocul, feciorul cel mare s-a așezat pe valea Chiojdului, întemeind o așezare nouă: Chiojdul Mare (astăzi Starchiojd), cel mic a înființat Chiojdul Mic (astăzi Chiojdu), iar copila s-a măritat și s-a așezat mai la sud-est, unde a deschis un han, căruia drumeții îi spuneau La Chiojdeanca, de la faptul că era sora celor doi chiojdeni. De la această poreclă, susține legenda, s-ar trage denumirea noii așezări ce s-a înfiripat în jurul hanului.

## Istorie

### Atestare documentară
Prima mențiune despre teritoriul comunei este înscrisă în Hrisovul din timpul domnitorului Radu Paisie (1535-1545). Aceasta reiese dintr-un “Act de cumpărare al moșiei Măstănești”, mai exact a unei părți a acesteia, folosindu-se pentru delimitare denumiri ce se găsesc și astăzi în această comună. Hotarele moșiei se intindeau pe teritoriul comunei, inclusiv al vetrei satului.
Prima atestare documentară a numelui de Chiojdeanca dateaza din 17 martie 1607 (DIR, sec. XVII, vol I, p.510 - dar documentul pare incert), așezarea dezvoltându-se în jurul locului de popas pe străvechiul drum ce venea din Transilvania, prin Pasul Buzău, și se îndrepta către Mizil și Târgșor. Conform legendei se crede că, la început, o parte din locuitorii comunei au venit din Ardeal. Astăzi există familii întregi cu numele de Ungureanu, fapt ce întărește ipoteza enunțată.
Numele localității a mai fost menționat și în anul 1835 când clăcașii din Chiojdeanca și Trenu se plângeau ocârmuirii județului Saac (Săcuieni), că arendașii moșiilor moșnenești, neprielnice pentru culturi și cereale au măsurat și locuri sterpe, i-au obligat să plăteasca ocaua și pe respectivele suprafețe.

### După secolul al XIX-lea
La sfârșitul secolului al XIX-lea, comuna făcea parte din plasa Podgoria a județului Prahova, având aceeași componență ca și astăzi, cu o populație totală de 2222 locuitori. Comuna avea școală din 1883, în anul 1892 învățând acolo 70 de elevi (dintre care 11 fete); în comună existau trei biserici ortodoxe. Locuitorii moșneni se ocupau doar cu agricultura, având și trei mori pe râul Chiojdeanca.
În 1924, comuna este atestată de Anuarul Socec din acel an cu aceeași componență, plus cătunul Puterău, o populație de 3072 de locuitori și aparținând aceleiași plăși. În 1931, cătunul Puterău nu mai apare între localitățile componente, comuna căpătând forma actuală.
În 1950, a trecut în subordinea raionului Teleajen din regiunea Prahova și apoi (după 1952) din regiunea Ploiești. În 1968, comuna a revenit la județul Prahova, reînființat.

## Monumente istorice
În comuna Chiojdeanca se află biserica de lemn „Cuvioasa Paraschiva–Văgăunești” (1792, refăcută în 1847) din Chiojdeanca; și biserica de lemn „Sfântul Dumitru” (1774) din Nucet, ambele monumente istorice de arhitectură de interes național.
În rest, alte patru obiective din comună sunt incluse în lista monumentelor istorice din județul Prahova ca monumente de interes local. Două dintre ele sunt situri arheologice aflate în zona satului Chiojdeanca — o așezare hallstattiană aflată în centrul satului, lângă biserica veche; și așezarea medievală de la „magazia lui Nicu Savu”. Alte două obiective sunt clasificate ca monumente memoriale sau funerare, ambele fiind două cruci de pomenire aflate tot în satul de reședință: una datând de la 1719, aflată la 100 m nord de biserica „Cuvioasa Paraschiva”, pe culmea unui deal; și o alta din secolul al XIX-lea, aflată în încinta aceleiași biserici.

## Personalități locale
- Andrei Rădulescu, președinte al Academiei Române între 1946–1948,
- Eugen Simion, președinte al Academiei Române între 1998–2006,
- Ștefan Ionescu, general de divizie în Armata Statului Major din timpul regelui Carol al II-lea și Șeful Marelui Stat Major al Armatei Române în perioada 01.11.1937-01.02.1939;
- Romulus Cioflec, scriitor și învățător în comuna Chiojdeanca între anii 1905–1906 și autor al romanului Boierul, inspirat din realitățile comunei;